# Urs Gasser

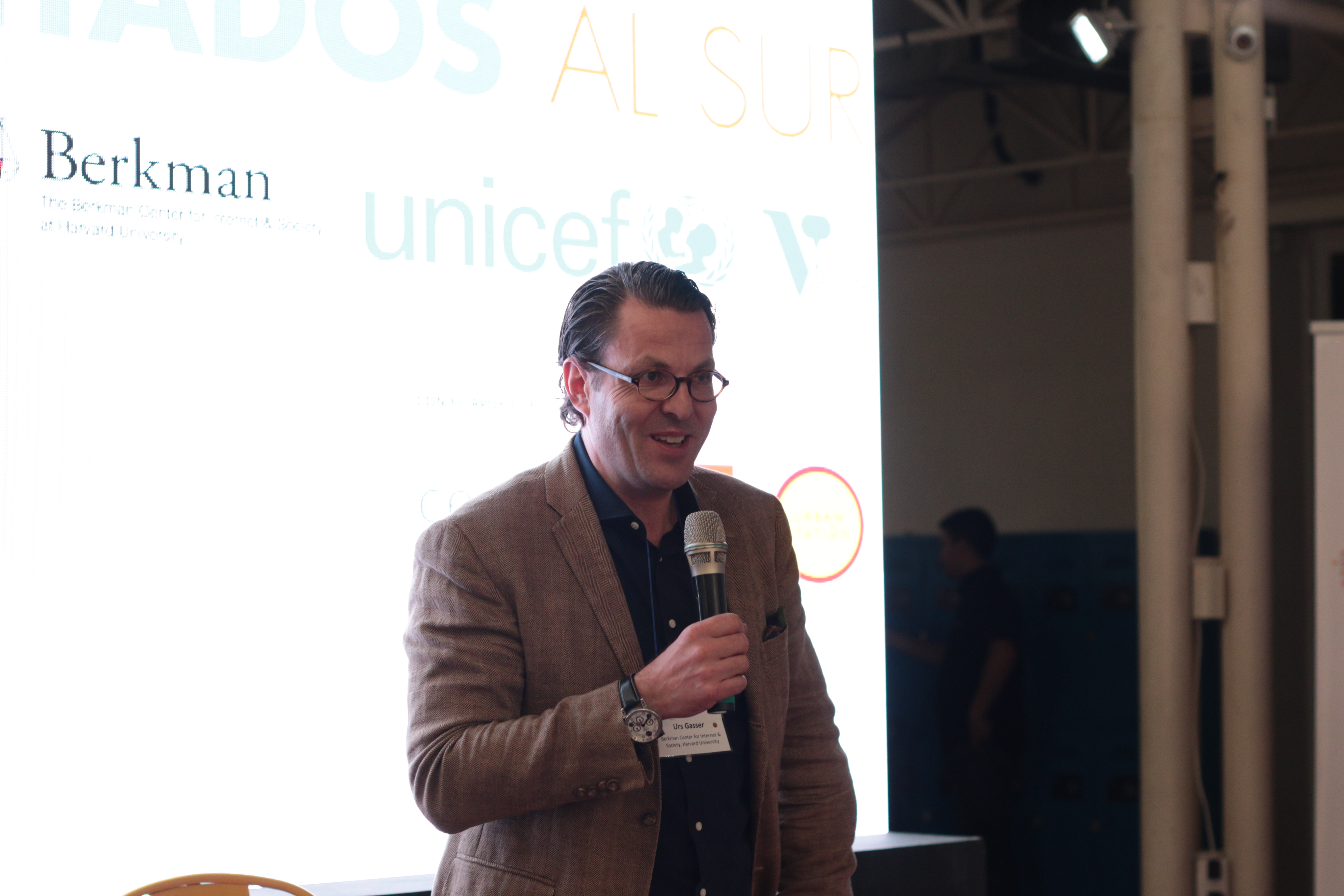
Urs Gasser (2016)

Urs Gasser (* 28. April 1972 in Solothurn) ist ein Schweizer Rechtswissenschaftler.
Urs Gasser leitete bis 2021 das Berkman Klein Center for Internet & Society der Harvard University und war Professor an der Harvard Law School sowie Visiting Professor an der Keiō-Universität in Japan und an der Universität St. Gallen in der Schweiz. 2021 wechselte Gasser an die Technische Universität München, wo er als Gründungsdekan der neuen School of Social Science and Technology berufen wurde. Zuvor war Gasser Professor an der Universität St. Gallen und Leiter der Forschungsstelle für Informationsrecht. Dort hatte er 1997 seinen Abschluss in Jura gemacht und wurde 2001 promoviert; seine Dissertation Kausalität und Zurechnung von Information als Rechtsproblem (C.H. Beck, München 2002) wurde 2002 mit dem Rudolf-Mäder-Preis der Universität St. Gallen und 2003 mit dem Professor Walther Hug Preis ausgezeichnet.
Mit einem Landon H. Gammon Fellowship absolvierte Gasser 2002/03 das LL.M.-Programm der Harvard Law School.
Ein Schwerpunkt seiner Forschung ist die Beziehung zwischen Recht und Innovation sowie die Regulierung digitaler Medien und Technologien.
Im August 2018 wurde Gasser in den neu gegründeten zehnköpfigen Digitalrat der deutschen Bundesregierung berufen.

## Werke
- mit John Palfrey: Generation Internet. Hanser, München 2008, ISBN 978-3-446-41484-6 (englisch: Born Digital: Understanding the First Generation of Digital Natives.).
- mit James Thurman: Herausforderungen und Themen der Regulierung von Suchmaschinen. In: Marcel Machill, Markus Beiler (Hrsg.): Die Macht der Suchmaschinen / The Power of Search Engines. Halem, Köln 2007, ISBN 978-3-938258-33-0.